# Friedrich August Joseph von Nauendorf

Stammwappen derer von Nauendorf; Friedrich August führte zusätzlich noch eine Grafenkrone auf dem Wappen

Friedrich August Joseph Graf von Nauendorf (* 3. August 1749 in Geilsdorf; † 30. Dezember 1801 in Troppau) war ein österreichischer Feldmarschallleutnant, der 1763–1800 in der österreichischen Armee diente und alle Kriege dieser Zeit mitmachte.

## Abstammung
Nauendorf entstammt einem alten thüringischen Adelsgeschlecht das seit 1197 urkundlich nachgewiesen ist. Der Stammsitz des Rittergeschlechts von Nauendorf ist in Nauendorf. Friedrich August wurde als Sohn des Carl Georg Christian von Nauendorf geboren, der bereits als Hauptmann in kaiserlichen Diensten stand.

## Militärische Karriere
Nauendorf trat bereits 1763 beim Husaren-Regiment „Graf Wurmser“ in die kaiserliche Armee ein, wo er 1778 schon Rittmeister war und dann zum Major befördert wurde. Im bayrischen Erbfolgekrieg zeichnete er sich durch kühne Einzelaktionen aus. 1779 erhielt er das Ritterkreuz des Militär-Maria-Theresia-Orden 1779 wurde er außerdem auch in den österreichischen Grafenstand erhoben. 1784 wurde er zum Oberstleutnant ernannt. Im Türkenkrieg 1788 war er an der Eroberung von Pančevo beteiligt, wofür er 1789 zum Oberst befördert und zum Jahresende Kommandant des Husarenregiment Nr. 8 wurde. Dieses Regiment wurde bei Ausbruch des ersten Koalitionskrieges an die Rheinfront beordert. Nauendorf bewährte sich hier bei diversen Operationen und wurde 1793 zum Generalmajor befördert. Bei der Befreiung von Mainz von der französischen Belagerung 1795 tat sich Nauendorf besonders hervor und erhielt das Kommandeurskreuz des Militär-Maria-Theresia-Orden. 1796 kämpfte Nauendorf zunächst unter Wurmser an der italienischen Front gegen die französischen Revolutionstruppen, wurde aber im Juli von Erzherzog Karl zu seiner Armee nach Franken beordert und war an der Schlacht bei Amberg beteiligt. Danach wurde er mit einem Corps gegen die französische Armee unter Jean-Victor Moreau abgeordnet, der in Schwaben gegen die Armee von Maximilian Baillet von Latour kämpfte. In der Schlacht bei Schliengen befehligte Nauendorf den linken Flügel der österreichischen Armee und eroberte Sitzenkirch und Kandern ohne jedoch den entscheidenden Durchbruch zu erzielen, der zur Einschließung der französischen Armee geführt hätte. 1797 wurde Nauendorf zum Feldmarschallleutnant befördert und 1799 Regimentsinhaber des Husarenregiment Nr. 8. Im zweiten Koalitionskrieg befehligte Nauendorf die Vorhut der Truppen des Erzherzogs bei seinem Zug vor Schaffhausen und Basel. Aus gesundheitlichen Gründen ersuchte Nauendorf 1800 um seine Entlassung, weil er wegen der Kriegsstrapazen bereits körperlich angegriffen war. Anfang März 1800 sicherte er mit seinem Korps in seinem letzten Feldzug die Wege von Schaffhausen bis Säckingen und kämpfte unter Kray unglücklich am 3. Mai in der Schlacht von Engen, am 5. Mai bei Meßkirch, am 9. Mai bei Biberach und nach dem Rückzug über die Donau vom 16. bis 19. Mai in den Abwehrstellungen im Raum Ulm. Auf ärztlichen Rat hin sah er sich dann genötigt den Armeedienst zu verlassen, er verstarb nach kurzer Krankheit in Troppau. Da er keine Nachkommen hatte, starb mit ihm das gräfliche Haus von Nauendorf wieder aus.